# I Tre Tenori

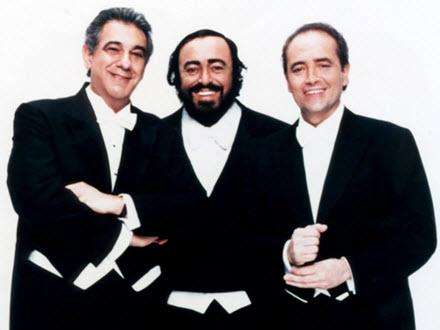

I Tre Tenori è stato un trio vocale composto da tre tenori lirici, gli spagnoli Plácido Domingo e José Carreras e l'italiano Luciano Pavarotti, attivo tra il 1990 e il 2007.

## Storia
I tre cantanti lirici avevano iniziato a collaborare in occasione di un concerto alle antiche Terme di Caracalla a Roma, tenutosi alla vigilia della finale dei Mondiali di calcio Italia '90, il 7 luglio 1990, con Zubin Mehta impegnato a dirigere l'Orchestra del Maggio Musicale Fiorentino e l'Orchestra del Teatro dell'Opera di Roma. In un concerto a Modena, ha partecipato anche Michael Jackson. L'idea del concerto era stata del produttore e manager italiano Mario Dradi, per raccogliere fondi per la fondazione di Carreras e anche come un modo, per i suoi colleghi Domingo e Pavarotti, di dare al primo un bentornato amichevole nel mondo operistico dopo la sua battaglia vinta contro la leucemia.
I tre artisti hanno cantato insieme dopo tale occasione in numerosi concerti, come al Grand Théâtre de Monte Carlo per beneficenza ed al Dodger Stadium a Los Angeles in occasione della finale per i Mondiali di calcio Stati Uniti 1994, allo Stadio Olimpico di Tokyo, al Wembley Stadium di Londra, al Ernst Happel Stadion, al Giants Stadium, allo stadio Ullevi, all'Olympiastadion di Monaco di Baviera, al Rheinstadion ed al BC Place diretti da James Levine nel 1996, al Rogers Centre, al Melbourne Cricket Ground, al Sun Life Stadium, allo Stadio Alberto Braglia per beneficenza ed al Camp Nou nel 1997, al Teatro Real per beneficenza ed al Champ de Mars, sotto la Torre Eiffel a Parigi durante Francia '98 e a Yokohama durante l'edizione del 2002. 
Hanno inoltre cantato in altre città del mondo come Detroit e Pretoria, di solito in grandi stadi od in grandi luoghi all'aperto come il Tokyo Dome, al Wiener Konzerthaus ed al SAP Center at San Jose nel 1999 ed al Mandalay Bay Resort and Casino, al Verizon Center, al FirstEnergy Stadium, allo Stadio Cícero Pompeu de Toledo ed allo United Center per beneficenza nel 2000, allo Stadio olimpico di Seul ed alla Città Proibita nel 2001, al Xcel Energy Center nel 2002 ed all'Università statale dell'Ohio nel 2003. 
In alcuni casi, tali concerti sono stati organizzati per celebrare o solennizzare eventi specifici, come nel caso della riapertura dei bagni termali al Royal Crescent di Bath nel 2003, dopo un'inattività durata circa trent'anni, alcuni dei concerti sono stati organizzati dal produttore ungherese Tibor Rudas.
I concerti hanno avuto un enorme successo commerciale, seguiti da una serie di incisioni che si sono rivelate dei best seller, tra cui Carreras - Domingo - Pavarotti: i Tre Tenori in Concerto (The Three Tenors in Concert che detiene il Guinness World Records per l'album best seller di musica classica), The 3 Tenors in Concert 1994, I Tre Tenori: Parigi 1998 con l'Orchestre de Paris diretta da Levine visto da 150.000 spettatori (terza posizione in Germania (rimanendo in classifica 18 settimane), sesta in Francia, ottava in Austria ed in Vallonia in Belgio e decima in Svizzera e Nuova Zelanda vincendo 4 dischi d'oro con il CD ed il disco di platino e 2 dischi d'oro con il video), I Tre Tenori Natale e Il meglio dei Tre Tenori. Zubin Mehta ha diretto le esibizioni nel 1990 e nel 1994.
Il loro repertorio comprendeva principalmente le arie d'opera, ma anche brani del Teatro di Broadway e perfino della musica pop. Tra le arie più gettonate, Nessun dorma tratta dalla Turandot di Puccini e la canzone napoletana 'O sole mio.
Un loro concerto era in programma per l'inaugurazione del Forum Universale della Cultura, a Monterrey, in Messico. Pavarotti non ha potuto partecipare per una malattia, così il concerto si tenne in sua assenza il 4 giugno 2005. Un altro concerto era in programma per i Giochi Olimpici di Pechino 2008, con grande soddisfazione da parte dei tre, che avrebbero calcato il palco nella Città Proibita. Il 6 settembre 2007 Pavarotti muore in seguito ad un tumore, all'età di 71 anni; con la sua scomparsa termina, dopo 17 anni, l'attività del gruppo.

## Critiche
Il fenomeno dei Tre Tenori è stato oggetto di approvazione da parte di alcuni per la possibilità di far conoscere l'opera ad un pubblico più ampio, per altri si sarebbe trattato di una mera operazione commerciale, non tanto (secondo le loro parole) musica per milioni quanto musica per i milioni, con riferimento ai compensi di oltre 1 milione di dollari ciascuno che i tre cantanti e il direttore Zubin Mehta avrebbero percepito. Alcuni critici ritengono inoltre che l'esecuzione delle arie d'opera negli stadi sportivi quali quello di Wembley, con amplificazioni molto spinte, contribuisca assai poco alla comprensione all'apprezzamento dell'opera come una Gesamtkunstwerk (un tutt'uno) come Wagner l'aveva immaginata. Domingo ad un intervistatore nel 1998 disse: "I puristi, dicono che questa non è un'opera. Certo che non è un'opera, non pretende di essere un'opera. È un concerto in cui cantiamo un'opera, cantiamo alcune canzoni, facciamo un po' di zarzuela, poi facciamo un medley di canzoni. Se fosse esclusivamente un concerto di opera, forse non verrebbe molta gente. Rispettiamo molto quando le persone lo criticano. Va bene. Non dovrebbero venire, sai? Ma dovrebbero lasciare le persone che stanno venendo e sono felici".

### Problemi legali
Il successo ha anche portato ad un pronunciamento dell'antitrust da parte della Federal Trade Commission statunitense contro la Warner Bros. e la Vivendi Universal. Si è dimostrato che le stesse avevano costituito un cartello per non pubblicizzare o offrire degli sconti sugli album del concerto di Roma (pubblicato dalla PolyGram, in seguito acquisita da Vivendi) e di quello di Los Angeles (pubblicato dalla Warner Bros.) in modo da proteggere le vendite dell'album pubblicato congiuntamente e relativo al concerto di Parigi.

## Discografia
- 1990 – The Three Tenors in Concert
- 1994 – The 3 Tenors in Concert 1994
- 1998 – The Three Tenors: Paris 1998
- 2000 – The 3 Tenors Christmas

## Lista dei concerti
| Nr. | Città           | Nazione       | Sede                     | Evento                      | Direttore d'orchestra | Data              |
| --- | --------------- | ------------- | ------------------------ | --------------------------- | --------------------- | ----------------- |
| 1   | Roma            | Italia        | Terme di Caracalla       | Italia '90                  | Zubin Mehta           | 7 luglio 1990     |
| 2   | Monaco          | Monaco        | Opéra de Monte-Carlo     | Concerto di beneficenza     | Zubin Mehta           | 9 giugno 1994     |
| 3   | Los Angeles     | Stati Uniti   | Dodger Stadium           | USA '94                     | Zubin Mehta           | 16 luglio 1994    |
| 4   | Tokyo           | Giappone      | Stadio olimpico di Tokyo | World Tour                  | James Levine          | 29 giugno 1996    |
| 5   | Londra          | Regno Unito   | Wembley Stadium          | World Tour                  | James Levine          | 6 luglio 1996     |
| 6   | Vienna          | Austria       | Ernst Happel Stadion     | World Tour                  | James Levine          | 13 luglio 1996    |
| 7   | East Rutherford | Stati Uniti   | Giants Stadium           | World Tour                  | James Levine          | 20 luglio 1996    |
| 8   | Göteborg        | Svezia        | Ullevi Stadium           | World Tour                  | James Levine          | 26 luglio 1996    |
| 9   | Monaco          | Germania      | Olympiastadion           | World Tour                  | James Levine          | 3 agosto 1996     |
| 10  | Düsseldorf      | Germania      | Rheinstadion             | World Tour                  | James Levine          | 24 agosto 1996    |
| 11  | Vancouver       | Canada        | BC Place                 | World Tour                  | James Levine          | 31 dicembre 1996  |
| 12  | Toronto         | Canada        | Skydome                  | World Tour                  | James Levine          | 4 gennaio 1997    |
| 13  | Melbourne       | Australia     | Melbourne Cricket Ground | World Tour                  | Marco Armiliato       | 1º marzo 1997     |
| 14  | Miami           | Stati Uniti   | Pro Player Stadium       | World Tour                  | James Levine          | 8 marzo 1997      |
| 15  | Modena          | Italia        | Stadio Alberto Braglia   | Concerto di beneficenza     | James Levine          | 17 giugno 1997    |
| 16  | Barcellona      | Spagna        | Camp Nou                 | World Tour                  | James Levine          | 13 luglio 1997    |
| 17  | Madrid          | Spagna        | Teatro Real              | Concerto di beneficenza     | Marco Armiliato       | 8 gennaio 1998    |
| 18  | Parigi          | Francia       | Champ de Mars            | Francia '98                 | James Levine          | 10 luglio 1998    |
| 19  | Tokyo           | Giappone      | Tokyo Dome               | World Tour                  | James Levine          | 9 gennaio 1999    |
| 20  | Pretoria        | Sudafrica     | Union Buildings          | World Tour                  | Marco Armiliato       | 18 aprile 1999    |
| 21  | Detroit         | Stati Uniti   | Tiger Stadium            | World Tour                  | James Levine          | 17 luglio 1999    |
| 22  | Vienna          | Austria       | Konzerthaus              | Christmas concert           | Steven Mercurio       | 23 dicembre 1999  |
| 23  | San Jose        | Stati Uniti   | San Jose Arena           | World Tour                  | Marco Armiliato       | 29 dicembre 1999  |
| 24  | Las Vegas       | Stati Uniti   | Mandalay Bay             | World Tour                  | Marco Armiliato       | 22 aprile 2000    |
| 25  | Washington      | Stati Uniti   | MCI Center               | World Tour                  | James Levine          | 7 maggio 2000     |
| 26  | Cleveland       | Stati Uniti   | Browns Stadium           | World Tour                  | Marco Armiliato       | 25 giugno 2000    |
| 27  | San Paolo       | Brasile       | Estádio do Morumbi       | World Tour                  | Marco Armiliato       | 22 luglio 2000    |
| 28  | Chicago         | Stati Uniti   | United Center            | Concerto di beneficenza     | János Ács             | 17 dicembre 2000  |
| 29  | Seul            | Corea del Sud | Jamsil Olympic Stadium   | World Tour                  | János Ács             | 22 giugno 2001    |
| 30  | Pechino         | Cina          | Città Proibita           | World Tour                  | János Ács             | 23 giugno 2001    |
| 31  | Yokohama        | Giappone      | Yokohama Arena           | Corea del Sud-Giappone 2002 | János Ács             | 27 giugno 2002    |
| 32  | Saint Paul      | Stati Uniti   | Xcel Energy Center       | World Tour                  | János Ács             | 16 dicembre 2002  |
| 33  | Bath            | Regno Unito   | Royal Crescent           | World Tour                  | János Ács             | 7 agosto 2003     |
| 34  | Columbus        | Stati Uniti   | Schottenstein Center     | World Tour                  | János Ács             | 28 settembre 2003 |

## Citazioni e omaggi
- Nella terza serie del media franchise giapponese Yu-Gi-Oh!, Yu-Gi-Oh! 5D's, gli antagonisti finali sono un trio composto da personaggi chiamati Placido, José e Luciano (nella versione giapponese originale; subiscono leggere variazioni nelle trasposizioni estere), chiaro riferimento ai tre tenori.
- Il successo della formula ha portato a diverse imitazioni, quali gli Irish Tenors, i Tenor Australis, i Three Canadian Tenors, i Ten Tenors, Three Tenors and a Soprano, i Three Sopranos, Three Mo' Tenors ed infine i Three Chinese Tenors. Nell'anno 2000, Joe Mantegna, George Hamilton e Danny Aiello hanno interpretato tre artisti nel film commedia OFF-KEY, vagamente ispirato ai tre tenori.

- I tre tenori è un termine usato anche per indicare il tridente offensivo dell'SSC Napoli Hamsik-Lavezzi-Cavani, attivo tra le stagioni 2010-11 e 2012-13.